# Miika Koppinen
Miika Koppinen, né le 5 juillet 1978, est un footballeur international finlandais (18 sélections) évoluant au poste de défenseur. 

## Biographie

### En club
Il est arrivé à Rosenborg BK à la fin de son contrat pour Tromsø IL en 2005. Il a également joué pour FF Jaro et KPV Kokkola.
Il a récemment inscrit un but en Ligue des champions pour un match nul 1-1 contre Chelsea FC à Stamford Bridge.
Au mercato hivernal de janvier 2008, il a rejoint le club de Tromsø.

### En sélection
Miika Koppinen fait ses débuts en équipe nationale de Finlande le 16 août 2000 contre la Norvège.
18 sélections et 0 but avec la Finlande depuis 2000.

## Palmarès

### Joueur
- Finaliste de la Coupe de Finlande : 1999 avec FF Jaro.
- Champion de Norvège : 2006 avec Rosenborg BK.

## Statistiques
| Saison | Club      | Pays     | Championnat   | Championnat | Championnat |
| Saison | Club      | Pays     | Division      | Matchs      | Buts        |
| ------ | --------- | -------- | ------------- | ----------- | ----------- |
| 1998   | KPV       | Finlande | Ykkönen       | 19          | 2           |
| 1999   | FF Jaro   | Finlande | Veikkausliiga | 26          | 5           |
| 2000   | Tromsø IL | Norvège  | Tippeligaen   | 22          | 0           |
| 2001   | Tromsø IL | Norvège  | Tippeligaen   | 25          | 2           |
| 2002   | Tromsø IL | Norvège  | Tippeligaen   | 25          | 1           |
| 2003   | Tromsø IL | Norvège  | Tippeligaen   | 24          | 0           |
| 2004   | Tromsø IL | Norvège  | Tippeligaen   | 25          | 1           |
| 2005   | Rosenborg | Norvège  | Tippeligaen   | 7           | 0           |
| 2006   | Rosenborg | Norvège  | Tippeligaen   | 16          | 1           |
| 2007   | Rosenborg | Norvège  | Tippeligaen   | 19          | 4           |
| 2008   | Tromsø IL | Norvège  | Tippeligaen   | 20          | 2           |
| 2009   | Tromsø IL | Norvège  | Tippeligaen   | 23          | 2           |
| 2010   | Tromsø IL | Norvège  | Tippeligaen   | 27          | 2           |
| 2011   | Tromsø IL | Norvège  | Tippeligaen   | 21          | 1           |
| 2012   | Tromsø IL | Norvège  | Tippeligaen   | 19          | 1           |